# Квайрес
Квайрес (в других источниках Кувейрас, Кувейрис или Кверес) — аэродром сирийских ВВС, расположенный в пригороде города Алеппо. В разные годы гражданской войны в Сирии несколько раз переходил в под контроль противоборствующих сторон.

## История
До войны аэродром был основным для подготовки сирийских ВВС, на нём базировалась 3-я эскадрилья, на вооружении которой были Л-39 ZA, MBB 223 Flamingo, а также 3 и 4 школа пилотов.

### Гражданская война (с 2011)
В ходе гражданской войны, начиная с августа 2012 года, борьба за авиабазы стала важнейшим стратегическим компонентом боевых действий, между сторонниками правительства Башара Асада и вооружённой оппозицией. В январе 2013 года, поддерживаемая Турцией, повстанческая Свободная сирийская армия, а также отряды исламистской группировки «Джебхат ан-Нусра» активизировали боевые действия, направленные на занятие аэродромов, с целью лишить сирийские правительственные войска (САА) воздушного контроля близлежащих крупных городов. Недалеко от авиабазы Квайрес правительственными войсками были взяты в плен несколько турецких офицеров, в том числе 4 лётчика. Тем не менее аэродром оказался в окружении отрядов ССА и исламистских группировок, а 27 апреля 2013 года частично перешёл под их контроль.
Оборонял базу её персонал, а также курсанты военного училища ПВО, которые приехали на стажировку. На момент начала блокады оборону держали 600 человек; под конец осады в живых осталось примерно 350 человек. В мае 2015 погиб генерал Аль-Муханна (Al-Muhanna), руководивший обороной базы.
В августе 2015 повстанцы предприняли 2 штурма; после штурма 10 августа в Тартусе состоялся митинг родственников военных, осаждённой авиабазы, — основным требованием митингующих было деблокирование базы. После этого войска САА предприняли неудачную попытку деблокировать базу.
Наступление на этом участке фронта сирийские правительственные войска начали в середине сентября. Основной целью его являлось снятие осады с базы (однако существовала и другая стратегическая цель: это позволило бы взять под контроль шоссе Алеппо — Ракка). 30 сентября 2015 года Россия официально объявила о начале своей военной операции в Сирии. 16 октября САА приблизились к базе на 7 км. Через пять дней — уже на 4 км.
Было занято поселение Шейх Ахмад (в 2 км от авиабазы), а после этого, 10—11 ноября 2015, правительственные войска под командованием Сухеля Аль-Хасана деблокировали аэродром (прорыв был осуществлён со стороны авиаинститута).
Прорыв блокады оппозиционных сил являлся на тот момент одним из заметных успехов сирийских правительственных войск с того момента, когда они перешли в контрнаступление по всем фронтам.
В конце ноября 2024 года силы сирийской оппозиции, в лице Сирийской национальной армии (СНА) и отрядов «Хайят Тахрир аш-Шам» (ХТШ), начали активное наступление на северо-западе Сирии. В ходе этого наступления оппозиция заняла военный аэродром Квайрес практически без боя.